# Protaetia

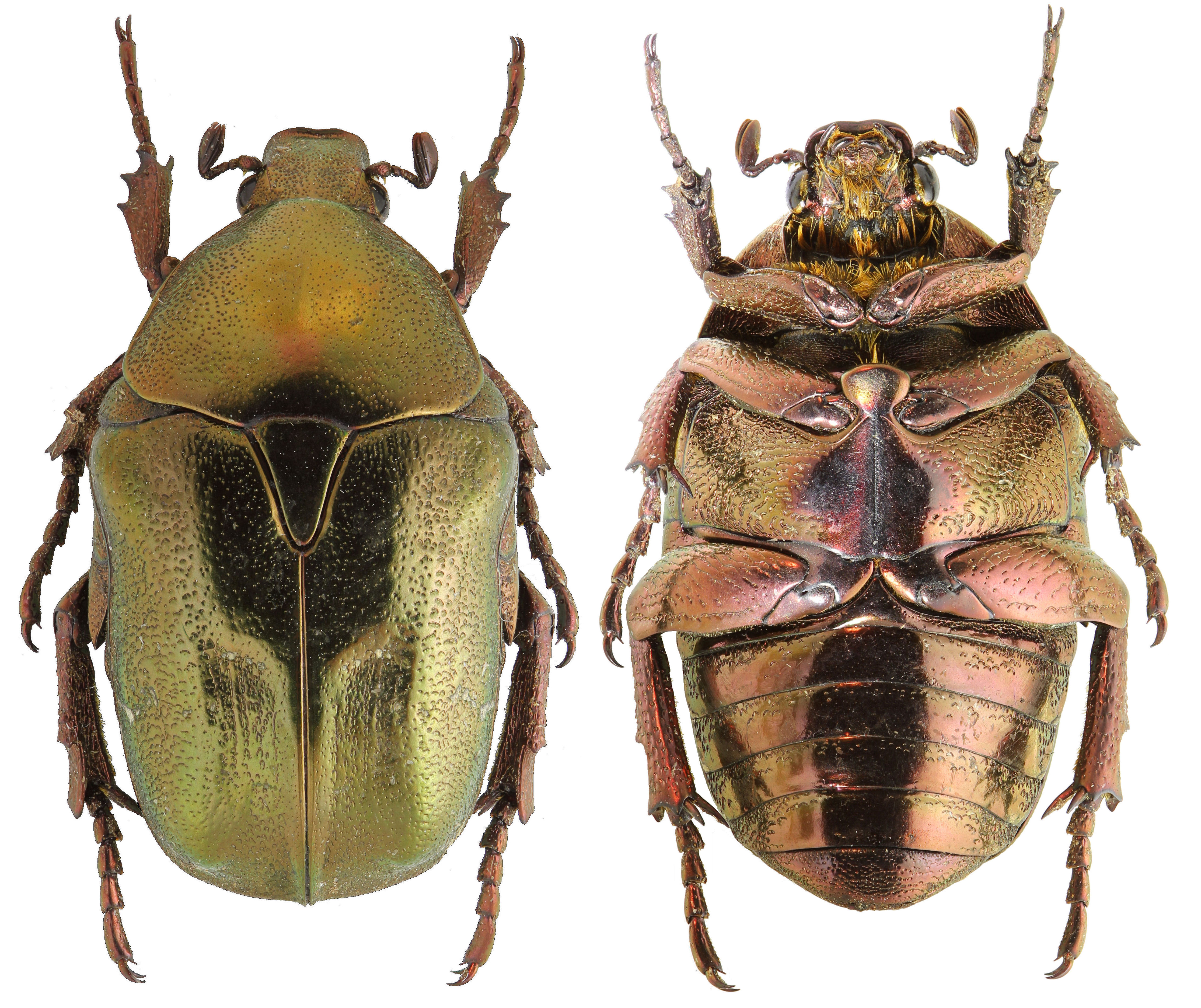
Protaetia fieberi

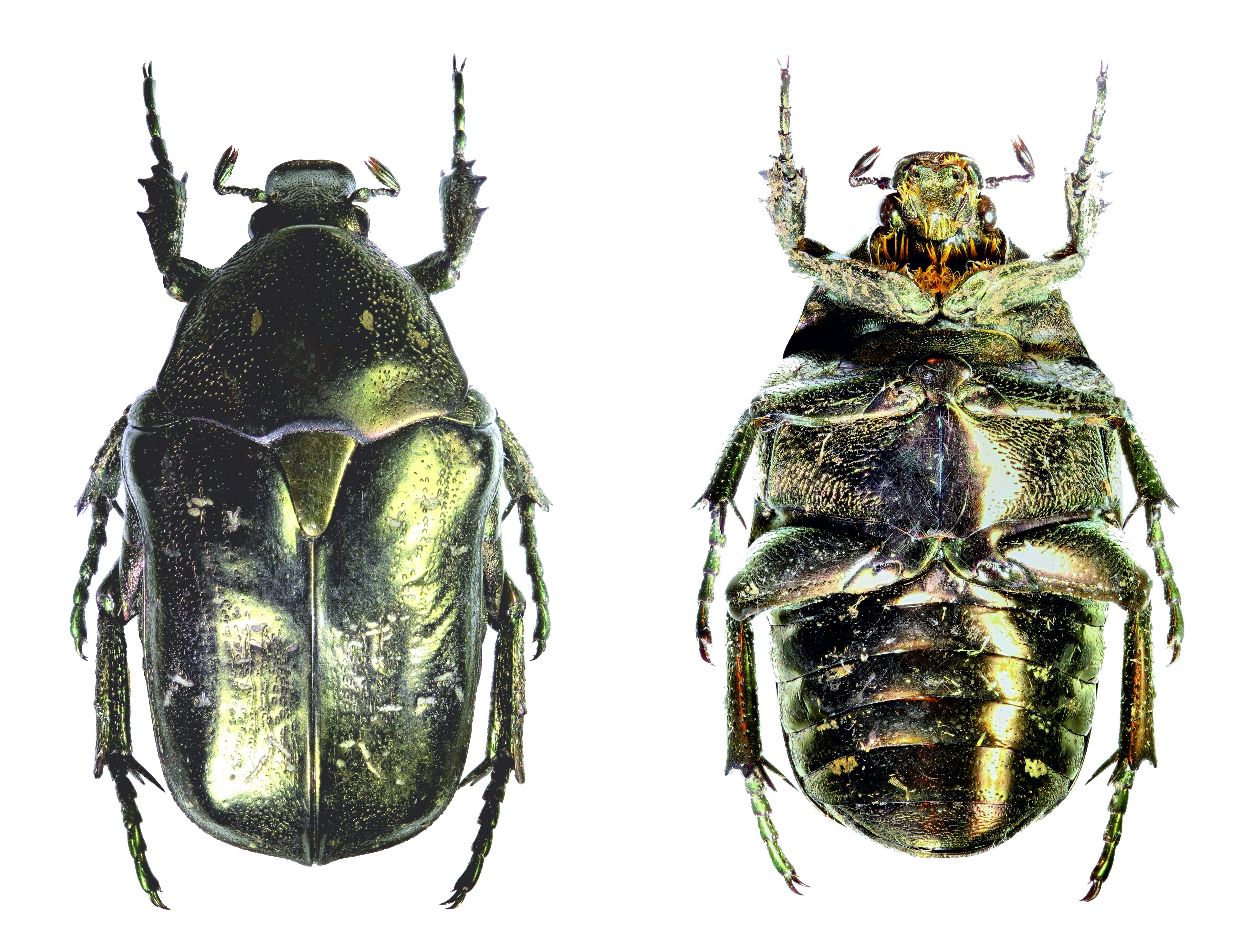
Wepa marmurkowata

Protaetia – rodzaj chrząszczy z rodziny poświętnikowatych i podrodziny kruszczycowatych, do którego należy ponad 300 gatunków.

## Wybrane gatunki
W Polsce występują:
- Protaetia affinis (Andersch, 1797)
- Protaetia fieberi (Kraatz, 1880)
- Protaetia marmorata (Fabricius, 1792)
- Protaetia metallica  Herbst, 1782
- Protaetia speciosissima (Scopoli, 1786)